# Powietrze równikowe
Powietrze równikowe jest to masa powietrza w pasie okołorównikowym, w międzyzwrotnikowej strefie konwergencji. Powietrze gorące i wilgotne podlega znaczącym ruchom pionowym (konwekcji), których skutkiem są potężne chmury opadowe Cumulonimbus.